# ATV Liegnitz

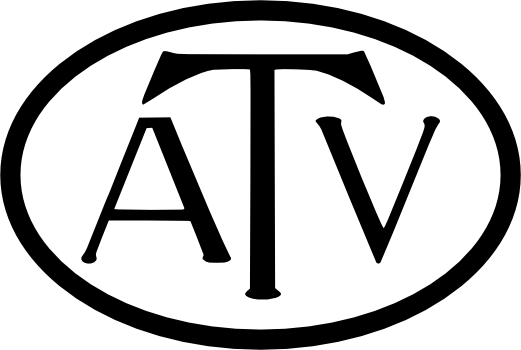
Logo des ATV Liegnitz

Der ATV Liegnitz war ein deutscher Turnverein aus dem niederschlesischen Liegnitz, der in Niederschlesien das Fußballspiel einführte. Er existierte, zuletzt als NSTG Liegnitz, bis 1945. Heute gehört Liegnitz zu Polen und heißt Legnica.

## Geschichte

### Gründung und Entwicklung des ATV Liegnitz
Der Alte Turnverein (ATV) Liegnitz wurde am 23. März 1852 als „Freiwilliger Feuer-Rettungs-Verein“ ins Leben gerufen. Erst neun Jahre später – 1861 – bekannte er sich durch Umbenennung in „Turn- und Rettungsverein“ ausdrücklich zum Turnen. Noch später gab man sich den Namen „Alter Turnverein“.
Der ATV gehörte im Dachverband Deutsche Turnerschaft zu jener Minderheit von Vereinen, die als „modernistisch“ verschrien waren. Das heißt, sie beschränkten sich nicht auf die Übungen und Sportarten, die üblicherweise unter Turnen verstanden werden, sondern begannen schon frühzeitig damit, auch andere Disziplinen sowie Bevölkerungsgruppen in die Vereinsarbeit einzubeziehen. So ist bei den Liegnitzern bereits 1861 eine Fechtabteilung und um die Jahrhundertwende sogar eine Frauenabteilung zu finden. Auch der bei Turnern besonders umstrittene Fußballsport wird spätestens seit 1894 betrieben.

### Die Einführung des Fußballsports
Nachdem 1892 in der schlesischen Hauptstadt Breslau Fußball beim ATV Scheitnig eingeführt worden war, jagten bald auch Liegnitzer Turner dem runden Leder nach. Und bereits Pfingsten 1894 trafen sich die beiden Alten Turnvereine zu einem Wettspiel in Liegnitz, das die Gastgeber mit 0:3 verloren. Zwei Jahre später, im Juli 1896, wurde der Fußballsport im ATV Liegnitz offiziell, als eine regelrechte Fußballabteilung gegründet wurde. Gekickt wurde auf dem „Haag“, dem großen freien Platz am Feuerwehrübungshaus. Die notwendigen Geräte – Tore, Eckfahnen etc. – mussten vor dem Training oder Spiel erst aufgebaut und hinterher wieder abgebaut werden. Sie wurden dann im Feuerwehrhaus gelagert.
Der Fußballnachwuchs wurde zunächst nur aus dem Turnerlager geholt, aber nach und nach stießen immer mehr Schüler vom städtischen Gymnasium zur ATV-Fußballabteilung. Die Gymnasiasten lernten das Spiel zunächst als Zuschauer kennen und waren bald Feuer und Flamme für diesen Sport, bei dem sie sich richtig austoben konnten. Gefördert wurde der Vereinsbeitritt durch mehrere ATV-Mitglieder, die Lehrer am Gymnasium waren. Bald wurde nicht nur im Alten Turnverein gekickt: Der „Haag“ stand auch als – lange Zeit sogar einziger – Spielplatz den höheren Schulen der Stadt zur Verfügung, die ebenfalls ihre Spielgeräte im Feuerwehrhaus aufbewahrten.

### Der Meisterschaftsbetrieb im SOFV
Erst ab 1906 gab es einen regelrechten Meisterschaftsbetrieb. Am 4. November dieses Jahres trafen sich vier Liegnitzer Vereine und der FC 1904 Freiburg zur konstituierenden Sitzung des Bezirks Niederschlesien im Südostdeutschen Fußball-Verband und nahmen unmittelbar danach den Punktspielbetrieb auf. Erster niederschlesischer Meister in der Saison 1906/07 wurde der ATV Liegnitz, der sich damit auch für die südostdeutsche Endrunde qualifiziert hatte. Hier erreichte er durch einen 5:1-Erfolg über Preußen Kattowitz das Semifinale, in dem er nach einem 2:3 gegen Britannia Cottbus ausschied.
Der Niederschlesien-Titel ging bis zum Beginn des Ersten Weltkriegs im „Abonnement“ an den Liegnitzer Turnverein. Von 1907 bis 1914 hieß der Meister von Niederschlesien achtmal in ununterbrochener Folge Alter Turnverein Liegnitz. Dabei war die Spielzeit 1911/12 für die ATV-Fußballer eine ganz besondere. Im Kampf um den südostdeutschen Titel setzte sich der Niederschlesische Meister in der Qualifikation am 24. März 1912 zunächst mit 2:0 gegen Preußen Görlitz durch. Nach einem Freilos für das Semifinale traf man im Endspiel am 14. April 1912 auf Germania Breslau und sicherte sich mit einem überlegenen 5:1-Sieg zum ersten und einzigen Mal die Würde eines SOFV-Champions. Als solcher durften die Turner aus Liegnitz auch an der Endrunde um die „deutsche“ teilnehmen. Hier mussten sie am 5. Mai 1912 auf dem Dresdensia-Platz in Dresden vor 1.500 Zuschauern gegen die SpVgg Leipzig antreten und unterlagen dieser renommierten Mannschaft knapp mit 2:3 (0:1).

### Eigener Sportplatz und Finanzkrise
In der Zwischenzeit waren die ATV-Fußballer zu der Erkenntnis gekommen, dass ein eigener Platz her musste, wenn das sportliche Niveau gehalten oder gar verbessert werden sollte. Auch wollte man die Möglichkeit haben, Eintrittsgelder zu kassieren, denn bereits vor dem Ersten Weltkrieg zeichnete sich ab, dass zu einem Erfolg versprechenden Fußballspielbetrieb in Zukunft eine finanzielle Grundlage erforderlich sein würde. Der Vorstand des ATV-Gesamtvereins sah diese Notwendigkeit – auch mit Blick auf die bereits errungenen Erfolge – ein und pachtete im Jahr 1911 ein Gelände neben dem neuen Schützenhaus und baute es zu einem brauchbaren Spielplatz aus.
Zur selben Zeit kam es aus finanziellen Gründen zu einer Krise zwischen Turnern und Fußballern im Verein, wie die Chronik des Alten Turnvereins ausführt: „Spielabteilungen in Turnvereinen sind eine recht kostspielige Angelegenheit. Fußballkleidung, Reisegelder, die Fußbälle selbst usw. verschlingen viel Geld. Und das an den Spieltagen eingenommene Geld möchten sie ganz allein für Zwecke des Fußballspiels ausgegeben haben. Dass der Platz selbst Unkosten bereitet (Pacht, Instandsetzung und -haltung usw.) bestreiten sie zwar nicht, überlassen diese Ausgaben aber großzügig dem Hauptverein. So gab es natürlich immer Unzuträglichkeiten zwischen dem Kassenwart des Hauptvereins und der Spielabteilung.“ Letztlich wurde aber eine Lösung auch in finanziellen Fragen gefunden.

### Fußballer machen sich selbständig

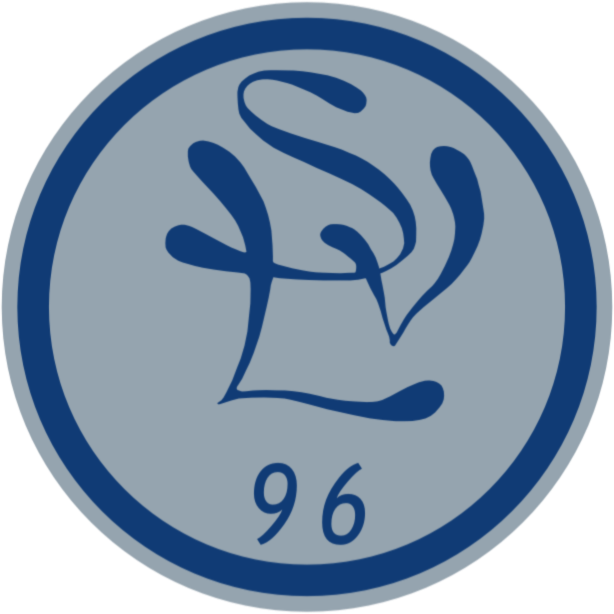
Logo der SpVgg 1896 Liegnitz

1914 begann der Erste Weltkrieg und der Fußballbetrieb wurde ebenso wie der Turnbetrieb weitgehend eingestellt. Nach Kriegsende machten die Fußballer weiter wie zuvor: Die niederschlesischen Meistertitel 1919/20, 1920/21 sowie 1922/23 gingen an den ATV Liegnitz. Doch dann kam die von der Deutschen Turnerschaft angeordnete „reinliche Scheidung“. Um im SOFV bleiben zu können, trennte sich die Fußballabteilung vom Turnverein und machte sich als SpVgg 1896 Liegnitz selbständig. 1937 fanden beide Vereine unter neuem Namen – zuerst „TuSpo“, später NSTG Liegnitz – wieder zusammen.

## Erfolge
- Südostdeutscher Meister und Teilnehmer an der Endrunde um die deutsche Meisterschaft: 1911/12
- 11 × Niederschlesischer Meister: 1906/07, 1907/08, 1908/09, 1909/10, 1910/11, 1911/12, 1912/13, 1913/14, 1919/20, 1920/21, 1922/23